# Borzonasca
Borzonasca település Olaszországban, Liguria régióban, Genova megyében. Lakosainak száma 1824 fő (2023. január 1.). Borzonasca Ne, Rezzoaglio, San Colombano Certénoli, Santo Stefano d'Aveto, Varese Ligure, Mezzanego és Tornolo községekkel határos.

## Népesség
A település népességének változása:
| Lakosok száma | 2089 | 2035 | 1824 |
|               | 2017 | 2018 | 2023 |